# Santa Juana, Mexiko
Santa Juana är en ort i Mexiko.   Den ligger i kommunen Altamira och delstaten Tamaulipas, i den östra delen av landet, 400 km norr om huvudstaden Mexico City. Santa Juana ligger 62 meter över havet och antalet invånare är 328.
Terrängen runt Santa Juana är huvudsakligen platt, men åt sydost är den kuperad. Runt Santa Juana är det glesbefolkat, med 10 invånare per kvadratkilometer. Närmaste större samhälle är Aldama, 15,5 km norr om Santa Juana. Trakten runt Santa Juana består till största delen av jordbruksmark.